# 아이하라촌 (가나가와현)
아이하라촌(일본어: 相原村)은 1889년 4월 1일 1940년 10월 1일까지 존재했던 일본 가나가와현 고자군의 촌이다. 

## 지리
현재의 사가미하라시 미도리구와 주오구의 일부에 해당한다.

## 개요
하시모토촌 및 오야마촌은 에도시대 초기인 1646년에 아이하라촌에서 분촌한 것이고, 기요베 신덴은 덴포(天保) 말기에 시작된 신덴 개발에 의해 오야마촌에서 분리된 것이므로 메이지 대합병으로 성립한 '아이하라촌'은 에도시대 초기의 아이하라촌을 재현한 것이라고도 할 수 있다. 단, 하시모토촌, 오야마촌과 동시에 아이하라촌에서 분촌한 시모쿠사와촌과는 메이지 대합병 당시 오사와촌의 일부가 되었기 때문에 메이지의 아이하라촌이 에도시대 초기의 아이하라촌보다 규모가 작았다.
사카이강을 사이에 두고 미나미타마군 사카이무라(현 마치다시)와 접해 있으며, 촌 서부의 오아자키, 하시모토는 사카이촌의 오아자키와, 마을 동부의 오오야마는 사카이촌의 오오야마에 해당한다. 

## 지리, 역사
북쪽에 인접한 도쿄도 미나미타마군 사카이촌과 경계를 이루는 사카이강을 따라 길쭉한 범람원이 펼쳐져 있는 것 외에는 마을의 대부분을 사가미하라 고원이 차지하며, 두 마을 사이에는 계단식 절벽이 펼쳐져 있다. 오래된 취락은 이 구릉 절벽 주변에 분포한다. 오야마도(하치오지 왕래, 현 국도 16호 옛길)가 마을을 남북으로 가로지르며, 이 가도를 따라 하시모토의 옛 취락이 발달했다. 사가미하라 대지 위의 평탄면은 세이베 신전 등 에도시대 말기 이후의 신전 개발을 거쳐 밭지화되었고, 쇼와 초기까지 양잠업의 발달을 배경으로 뽕나무 밭이 전 지역에 펼쳐졌다. 
1908년, 히가시가나가와역과 하치오지역을 잇는 요코하마 철도(현 JR 요코하마선)가 부설되었다. 당초에는 마을 지역 내에는 역을 설치하지 않고 통과만 하고 인접한 도쿄도 미나미타마군 사카이촌 아이하라에 아이하라 역을 설치할 계획이었으나, 하시모토 지구를 중심으로 한 주민들의 운동으로 마을 내 하시모토에 하시모토역을 설치하기로 결정되어 개통과 동시에 하시모토와 아이하라 두 역이 모두 개통되었다. 하시모토역의 개업으로 하시모토 지구는 마을 내뿐만 아니라 나카노 등 쓰쿠이군 남부 방면으로의 관문으로서의 역할도 담당하게 되었으며, 다이쇼 후기 이후 버스 교통의 발달과 함께 다카자군 북부와 쓰쿠이군 남부로 가는 노선버스가 하시모토역에서 발착하여 가나가와현 북부의 교통 결절점으로 발전하게 되었다. 1931년에는 사가미 철도(현 JR 사가미선)가 하시모토까지 연장 개통되었고, 1932년에는 동선상의 세이헤이신타에 오가와라역(사가미마치역을 거쳐 현 미나미하시모토역)이 개업하였다. 
1923년 4월, 하시모토역 남쪽에 가나가와현립 농잠학교가 개교했으며, 1930년에는 가나가와현립 아이하라 농잠학교(현 가나가와현립 아이하라 고등학교)로 교명을 변경되었다. 이 교명은 위치가 아이하라촌에 속해 있는 데서 유래했다.
1938년, 촌내 오야마에서 동쪽으로 인접한 오노무라 가미야베 및 야베신타에 걸친 지역에 육군 사가미 무기 제조소(1940년에 사가미 육군 조병창으로 개칭)가 개설되었다(현 미군 사가미 종합보급창 외). 이에 따라 이 시설을 핵심으로 하는 인구 10만 명 규모의 계획도시 건설이 구상되었고(사가미하라 군도 계획), 인접한 오노촌과 가미미조정에 걸친 지역이 도시계획구역으로 지정되어 가나가와현이 주체가 되어 대규모 구획정리 사업이 시작되었다, 이 중심지구에 가까운 육군 조병창에 인접한 요코하마선 상에 군도의 중심역으로 사가미하라 역이 설치되었다.1945년 패전으로 군도 계획은 좌절되었지만, 구획정리 사업은 전후에도 계속 진행되어 사가미하라시의 중심지구가 되는 기반이 되었다. 
1941년 4월 29일 합병으로 사가미하라초의 일부가 되었고, 1954년 11월 20일에 시로 승격에 의해 사가미하라시의 일부가 되었다. 사가미하라정 및 사가미하라시에서는 원래의 본 마을 영역에 대해서는 '하시모토 지구'라는 명칭을 사용하는 경우가 있으며, '아이하라'라는 명칭은大字相原 또는 주거 표시 후의 새로운 마을명인 아이하라 1〜6초메의 구역에 한정하여 사용되는 경우가 있다. 

## 연혁
- 1889년 4월 1일 - 정촌제 시행에 의해 고자군 아이하라촌이 성립하였다.
- 1908년 9월 23일 - 요코하마 철도(현 동일본 여객철도(JR 동일본) 요코하마선)가 개통되어 촌 지역에 하시모토역이 개설됨.
- 1923년 4월 - 가나가와 현립 농잠학교가 개교하다(1930년 가나가와 현립 아이하라 농잠학교, 1948년 가나가와 현립 아이하라 농잠 고등학교, 1954년 가나가와 현립 아이하라 고등학교로 개칭).
- 1931년 4월 29일 - 사가미 철도(현 동일본 여객철도(JR 동일본) 사가미선)가 하시모토역까지 연장 개통.
- 1932년 11월 1일 - 사가미 철도 오가와라역(현 미나미바시혼역)이 개업하였다.
- 1938년 육군 사가미 무기 제조소 개설(1940년 사가미 육군 조병창으로 개칭).
- 1941년 4월 1일 - 요코하마선 사가미하라 역이 개업하였다.
- 1941년 4월 29일 - 아사미조촌, 아라이소촌, 오사와촌, 오노촌, 가미미조정, 사마정, 다나촌과 신설합병에 의해 사가미하라정이 신설되어, 아이하라무라 사무소는 사가미하라마치 하시모토 출장소가 되었다.
- 1954년 11월 20일 - 정으로 승격해 사가미하라시가 되었다.

## 교통

### 철도
- 철도성 (→ JR동일본)
  - 요코하마선  (현 동일본 여객철도(JR 동일본) 요코하마선)
- 사가미 철도 (현 동일본 여객철도(JR 동일본) 사가미선)

## 참고 문헌
- 角川日本地名大辞典編纂委員会,『角川日本地名大辞典 神奈川県』1984, 角川書店
- 人事興信所編『人事興信録 第14版 上』人事興信所、1943年。
- 『相模原市史』。